# Electrophorus voltai
Electrophorus voltai (вугор електричний Вольта) — вид гімнотоподібних риб родини Гімнотові (Gymnotidae) роду Електричний вугор (Electrophorus). Названо на честь італійського фізика Алессандро Вольти. Генетичний аналіз свідчить про те, що Electrophorus voltai відокремився від вугра електричного близько 3,6 мільйона років тому.

## Опис
Загальна довжина становить 1,71 м (середня — 1,3 м). Голова овальної форми, більш широка ніж в інших представників цього роду. Довжина голови становить від 8,7 до 11,8 % від загальної довжини.
Тулуб витягнутий, змієподібний, округлий в передній частині й трохи стислий з боків у задній. Висота тіла становить 4,9 — 7,8 % від загальної довжини, ширина тіла — 4,2 до 8,3 % від загальної довжини. Клітрит (пара потиличних кісток у плечовому поясі) розташовано між п'ятим та шостим хребцями. Бічна лінія розташована у верхній частині тіла й ледь помітна. У ній є 112—146 електричних клітин-рецепторів.
Шкіра гола, без луски, значна частина якої вкрита електричними органами Гантера, Сакса та Мена. Має апарат Вебера, який з'єднує вухо з плавальним міхуром, що значно розширює можливості їхнього слуху. Грудні плавці невеличкі, складаються з 23-31 променів, спинний та черевні плавці відсутні, анальний плавець довгий (320—420 променів), майже по всьому тілу, що розширюється в кінці.
Забарвлення коричнювате, на верхній частині голови переважає червонуватий відтінок. Уздовж середини спини проходить яскрава лінія.

## Спосіб життя
Воліє до води, насиченої киснем з низькою провідністю. Часто трапляються в водоймах зі скелястим з порогами й водоспадами. Переважно тримається дна. Полює, застосовуючи електричний розряд у 860 V, що робить цього електричного вугра найпотужнішим серед відомих науці біоелектричних генераторів. Живиться рибами, ракоподібними, земноводними, наземними тваринами.

## Розповсюдження
Поширена в річках Бразильського щита на північ до Амазонки, переважно в штаті Пара.